# Drávasiklós
Drávasiklós (horvátul: Čukovec) falu Horvátországban, Muraköz megyében.  Közigazgatásilag Perlakhoz tartozik.

## Fekvése
Csáktornyától 23 km-re, Perlaktól 7 km-re keletre fekszik.

## Története
A település pontos keletkezési ideje nem ismert, de története a csáktornyai uradalom történetéhez kötődik, melyhez évszázadokon át tartozott. Az uradalom 1546-ban I. Ferdinánd király adományából a Zrínyieké lett. Miután Zrínyi Pétert 1671-ben felségárulás vádjával halálra ítélték és kivégezték minden birtokát elkobozták, így a birtok a kincstáré lett. 1715-ben III. Károly a Muraközzel együtt gróf Csikulin Jánosnak adta zálogba, de 1719-ben szolgálatai jutalmául elajándékozta Althan Mihály János cseh nemesnek. 1791-ben az uradalommal együtt gróf Festetics György vásárolta meg és ezután 132 évig a tolnai Festeticsek birtoka volt.
Vályi András szerint " CSUKOVETZ. Horvát falu Szala Vármegyében, földes Ura Gróf Álthán Uraság, lakosai katolikusok, fekszik Draskovecz mellett, ’s ennek filiája, közép termékenységű tulajdonságaihoz képest, második Osztálybéli."
1910-ben 609, túlnyomórészt horvát lakosa volt. A trianoni békeszerződésig Zala vármegye Perlaki járásához tartozott. 1918-ban a Szerb–Horvát–Szlovén Királysághoz, majd  Jugoszláviához tartozott. 1941 és 1945 között visszakerült Magyarországhoz. 1990-ben a független Horvátország része lett.. 2001-ben lakosainak száma 318 volt.

## Nevezetességei
- Szent Jakab tiszteletére szentelt kápolnája[3] a 19. század közepén épült, 1864-től említik. Négyzet alaprajzú épület, félköríves szentéllyel. A főhomlokzat két félkör alakú fülkére és egy bejáratra van osztva, az oromzaton pedig egy harmadik fülke is található, benne Szent Rókus szobrával. A kápolna belsejét sekély pilaszterek sora díszíti. Az építés idejéből származik a Szent Jakab-oltár.

- A Lipics család a falutól délnyugatra fekvő mező közepén kis torony nélküli kápolnát építtetett Szent János, Szűz Mária és Mária Magdolna szobraival.

- A Ludbreg – Kapronca út déli oldalán kiemelkedő helyen található a Szent Miklós ortodox templom[4] temetővel körülvéve. A rendelkezésre álló adatok szerint 1756-ban épült, és bár rusztikus és egyszerű kivitelezésű, de stílusosan illeszkedik a barokk kor fennmaradt hagyományos templomai közé. A mai napig szinte eredeti formájában maradt fenn, kivéve a 19. század első felében épített  harangtornyot. A templom hosszúkás téglalap alaprajzú, félkupolás apszissal, famennyezettel, mely a hajó teljes hosszában húzódik. Az egyszerű belső teret a fából készült neoklasszicista stílusú ikonosztáz uralja, kórusokkal és gyertyatartókkal.

## Külső hivatkozások
- Perlak város hivatalos oldala